# Stenochironomus
Stenochironomus is een muggengeslacht uit de familie van de Dansmuggen (Chironomidae).

## Soorten
- S. aestivalis Townes, 1945
- S. albipalpus Borkent, 1984
- S. annettae Borkent, 1984
- S. bisetosus Borkent, 1984
- S. browni Townes, 1945
- S. cinctus Townes, 1945
- S. colei (Malloch, 1919)
- S. fascipennis (Zetterstedt, 1838)
- S. fuscipatellus Borkent, 1984
- S. gibbus (Fabricius, 1794)
- S. hibernicus (Edwards, 1929)
- S. hilaris (Walker, 1848)
- S. macateei (Malloch, 1915)
- S. maculatus Borkent, 1984
- S. niger Borkent, 1984
- S. poecilopterus (Mitchell, 1908)
- S. pulchripennis (Coquillett, 1902)
- S. ranzii Rossaro, 1982
- S. totifuscus Sublette, 1960
- S. unictus Townes, 1945
- S. woodi Borkent, 1984